# Mensageiro do Coração de Jesus
O Mensageiro do Coração de Jesus - o corpo de imprensa oficial do Apostolado da Oração, fundado na França em Toulouse pelo jesuíta Henri Ramière em 1861, como o mensal sob o nome de Le Messager du Coeur de Jesus - Boletim Mensal do Apostolado da Oração. O Apostolado da Oração também alcançou países não europeus. Por esse motivo, a revista foi publicada em 12 idiomas em 1885, em 24 em 1910, enquanto em 1929 foi publicado em 40 idiomas. Desde 2006, o Mensageiro Polonês do Coração de Jesus e o Mensageiro Americano do Coração de Jesus (editado desde 1917) se fundiram em uma letra: O Mensageiro. A partir de janeiro de 2011, o nome original do Mensageiro do Coração de Jesus foi restaurado.
Na Polônia, foi fundada em 1872 sob o nome: Apostolado do Coração de Jesus. Intenções por um mês ... pelo padre Stanisław Stojałowski . Então, a partir de 1880, ele apareceu sob o nome Intenção Mensal ou Mensageiro do Coração de Jesus.
É o mês católico mais antigo da Polônia. Em 1905, a revista foi publicada em 150.000 cópias. Essa circulação continuou até 1930  Depois de retomada em 1982, foi inicialmente de 100.000, mas diminuiu gradualmente. Atualmente, são 14.000. O mensal é emitido com a permissão das autoridades da igreja.
A revista estava sendo escrita, tanto durante a ocupação alemã como no regime comunista nos anos de 1953 a 1981. Desde 1982, é publicado pelos padres jesuítas da Editora WAM em Cracóvia. É uma revista colorida que populariza temas teológicos, promove a espiritualidade do Apostolado da Oração e o culto do Divino Coração, apóia as intenções papais com a oração, apóia as famílias e as missões católicas.
A revista foi associada a, entre outros: Józef Andrasz, Józef Bok, Wacław Buryła, Tadeusz Chromik, Edward Guziakiewicz, Józef Lenartowicz, Filip Musiał, Edward Przebieracz, Jan Rostworowski, Marek Żukow-Karczewski.